# Musée provincial de Douala
Le Musée provincial de Douala est un musée de la ville de Douala  au Cameroun spécialisé dans les collections de la fin du Moyen Âge et du début de la Renaissance.

## Historique
| \| 500 km1:18 610 000 \| National (1972) Doual'art(1991) Civilisations (2010) Lenale ndem (2013) Maritime (1986) Mankon (2005) |
| 500 km1:18 610 000 |

| 500 km1:18 610 000 |

| Musées (Année de création) |

## Aspects techniques, équipements et services

### Équipements et services présents
- Wi-Fi :  Non
- Sites web du musée :  Non
- Inventaire de la collection :  Non (Mises à jour ? :  Non)
- Parking pour visiteurs :  Non
- Hall de réception :  Non
- Présence de guides et / ou conservateurs au musée :  Oui
- Galerie marchande pour achat d'ouvrages et souvenirs touristiques :  Oui (Possibilités d'achats d'œuvres ? :  Non; Possibilité d’acheter un livre (en anglais): Non
- Espace restauration/toilettes pour visiteurs :  Oui
- Possibilité de prise de vue (photo des collections) :  Oui
- Présence d'un cercle ou club des amis du musée :  Non
- Musée membre d'un réseau de musées (échanges/prêts des collections) :  Non
- Atelier de maintenance / restauration des collections :  Non

## Collections
Le musée est reconnu comme musée de catégorie A, est un musée de collections de la fin du Moyen Âge et du début de la Renaissance.

## Soutiens institutionnels
- Ministère des Arts et de la Culture
- Ministère du Tourisme et des Loisirs
- Communauté Urbaine de Douala